# Haworthia bella
Haworthia bella är en grästrädsväxtart som beskrevs av M. Hayashi. Haworthia bella ingår i släktet Haworthia och familjen grästrädsväxter. Inga underarter finns listade i Catalogue of Life.